# Pit Bull (Marke)
Pit Bull war eine Marke der Pit Bull Anziehsachen GmbH aus Frankfurt am Main.

## Firmengeschichte
Ab 1989 vertrieben die Markeninhaber in einem Ladengeschäft in der Allerheiligenstraße ihre Textilien. Nach Trennung der ursprünglichen Inhaber, von denen einer in die USA auswanderte und dort ein Textilunternehmen unter dem gleichen Namen gründete (Pit Bull West Coast), wurde die bisherige GbR in eine GmbH überführt. Geschäftsführer sind Achim Langer und Kaya Budak.
Pit Bull wurde seit der zweiten Hälfte der 1990er eine relativ populäre Marke. Viele Motive und Slogans transportieren, passend zum Ruf des Pit Bull Terriers als „Kampfhund“, eine deutliche Gewaltaffinität und damit ein martialisches Image. Neben Bekleidung hat das Unternehmen das Sortiment erweitert, u. a. auf Schmuck, Dekorartikel, Bücher, Tonträger und Heimtierzubehör.
Nach Aussage des Unternehmens wurden Kleidungsstücke mit Pit Bull-Markenaufdruck an mehreren deutschen Schulen durch die Schulleitung untersagt. Letztere brachten die Marke mit Neonazismus in Verbindung. Eine temporäres Trageverbot von Kleidung der Marke für Angehörige der Polizei Berlin wurde 2009 wieder aufgehoben. Die Marke sei laut Belltower News eine in diversen Subkulturen zu verortende Marke, die lediglich durch Teile der rechtsextremen Szene „benutzt“ wurde.
Das Ladenlokal wurde 2022 endgültig geschlossen und der Online-Verkauf ebenfalls eingestellt. Die Website der Pitt Bull Anziehsachen GmbH besteht nicht mehr.